# Hammamizade İsmail Dede Efendi
Œuvres principales
Rast Semai Yine bir gülnihal aldı bu gönlümü

Hicaz köçekçe Şu karşıki dağda bir yeşil çadır

Rast Kar-ı Nev Gözümde daim hayali cânâ

Hicaz Yürük Semai Yine neş'e-i Muhabbet etti dil-ü canım etti şeyda

Hüzzam Yürük Semai Reh-i Aşkında edip kaddimi kütah gönül

Ferahfeza Yürük Semai Bu gece ben yine bülbülleri hâmûş ettim

Hicaz Semai Ey büt-i nev-edâ olmuşum müptelâ
Hammâmîzade İsmâil Dede Efendi ou encore Dede Efendi (Constantinople, 9 janvier 1778 - La Mecque 29 novembre 1846) est un compositeur représentant du style de la musique classique ottomane.
Un des plus célèbres maîtres de musique classique turque, il a beaucoup influencé la vie musicale turque. Il fut un compositeur de la cour de Mahmoud II qui appréciait grandement ses compositions. On lui en connait environ 150. Dede Enfendi fut doté d'une solide formation musicale qu'il acquit notamment dans un tekke melevi de Constantinople.